# Sanqishi (köpinghuvudort i Kina, Zhejiang Sheng, lat 30,03, long 121,34)
Sanqishi är en köpinghuvudort i Kina. Den ligger i provinsen Zhejiang, i den östra delen av landet, omkring 120 kilometer öster om provinshuvudstaden Hangzhou. Antalet invånare är 32 752. Befolkningen består av 16 162 kvinnor och 16 590 män. Barn under 15 år utgör 12,0 %, vuxna 15-64 år 76 %, och äldre över 65 år 10,0 %.
Runt Sanqishi är det tätbefolkat, med 636 invånare per kvadratkilometer. Närmaste större samhälle är Guanhaiwei, 16,3 km norr om Sanqishi. Trakten runt Sanqishi består till största delen av jordbruksmark.
Genomsnittlig årsnederbörd är 1 996 millimeter. Den regnigaste månaden är juni, med i genomsnitt 338 mm nederbörd, och den torraste är januari, med 70 mm nederbörd.